# Wittem
Wittem è una località e un'ex-municipalità dei Paesi Bassi situata nella provincia del Limburgo. Soppressa nel 1999, il suo territorio, è stato incorporato, assieme a quello di Gulpen, in quello della municipalità di Gulpen-Wittem.